# Форно ди Золдо
Форно ди Золдо је насеље у Италији у округу Белуно, региону Венето.
Према процени из 2011. у насељу је живело 1485 становника. Насеље се налази на надморској висини од 953 м.

## Становништво
Према резултатима пописа становништва 2011. у општини је живело 2.465 становника.
| 1951. | 1961. | 1971. | 1981. | 1991. | 2001. | 2011. |
| ----- | ----- | ----- | ----- | ----- | ----- | ----- |
| 3.978 | 4.164 | 3.899 | 3.283 | 3.118 | 2.892 | 2.465 |